# Elecciones a la Asamblea Nacional Constituyente de Ecuador de 1997
Las elecciones para asambleístas constituyentes de 1997 se llevaron a cabo el 30 de noviembre de aquel año en Ecuador. Las elecciones determinaron a los asambleístas que conformarían la Asamblea Constituyente de Ecuador de 1997 y 1998, la cual tenía como objetivo la redacción de un nuevo texto constitucional para el país en reemplazo de la Constitución de Ecuador de 1978 luego del golpe de estado a Abdalá Bucaram. El total de curules era de 70, todos electos por provincia.
La conformación de una asamblea constituyente fue aprobada previamente en el Referéndum de Ecuador de 1997 desarrollado el 25 de mayo del mismo año, convocado por el presidente interino Fabian Alarcon

## Escaños
Se eligieron 70 asambleístas, utilizando el Sistema D'Hondt. 
- 70 asambleístas constituyentes

| Provincia | escaños | Provincia  | escaños | Provincia        | escaños |
| --------- | ------- | ---------- | ------- | ---------------- | ------- |
| Azuay     | 4       | Bolívar    | 2       | Cañar            | 2       |
| Carchi    | 2       | Chimborazo | 3       | Cotopaxi         | 3       |
| El Oro    | 3       | Esmeraldas | 3       | Galápagos        | 2       |
| Guayas    | 10      | Imbabura   | 3       | Loja             | 3       |
| Los Ríos  | 4       | Manabí     | 5       | Morona Santiago  | 2       |
| Napo      | 2       | Pastaza    | 2       | Pichincha        | 8       |
| Sucumbíos | 2       | Tungurahua | 3       | Zamora Chinchipe | 2       |

## Resultados
| Partido | Partido | Partido | Asambleístas |
| ------- | ------- | --- | ------------ |
| 6       |         | Partido Social Cristiano (PSC) | 22           |
| 5       |         | Democracia Popular (DP) | 11           |
| 12      |         | Izquierda Democrática (ID) | 9            |
| 18      |         | Movimiento de Unidad Plurinacional Pachakutik-Nuevo País (MUPP-NP)                                                                        | 7            |
| 2 14    |         | Frente Democrático Nacional - Partido Liberal Radical Ecuatoriano (PLRE) - Frente Radical Alfarista (FRA)                                 | 7            |
| 10      |         | Partido Roldosista Ecuatoriano (PRE) | 6            |
| 15      |         | Movimiento Popular Democrático (MPD) | 3            |
| 21      |         | Movimiento Ciudadanos Nuevo País (MCNP)                                                                                                   | 2            |
|         |         | Movimientos Provinciales - Movimientos Sociales Independientes (Cotopaxi) - Gente Nueva (Guayas) - Pastaza, Cambio con Dignidad (Pastaza) | 3            |
| Total   | Total   | Total | 70           |

## Nómina de asambleístas electos

### Azuay
| Partido                          | Asambleísta            | Asambleísta           | Asambleísta           |
| -------------------------------- | ---------------------- | --------------------- | --------------------- |
| Movimiento Ciudadanos Nuevo País |                        |                       | Gustavo Vega Delgado  |
| Movimiento Ciudadanos Nuevo País | Lauro López Bustamante |                       |                       |
| Izquierda Democrática            |                        | Nicanor Merchán Luco  | Nicanor Merchán Luco  |
| Democracia Popular               |                        | Claudio Malo González | Claudio Malo González |

### Bolívar
| Partido                  | Asambleísta | Asambleísta           |
| ------------------------ | ----------- | --------------------- |
| Pachakutik               |             | Gabriel Galarza López |
| Partido Social Cristiano |             | Bolívar Sánchez Yánez |

### Cañar
| Partido                                                      | Asambleísta | Asambleísta                | Asambleísta                |
| ------------------------------------------------------------ | ----------- | -------------------------- | -------------------------- |
| Movimiento Popular Democrático                               |             |                            | Juan Cárdenas Espinoza     |
| Frente Radical Alfarista Partido Liberal Radical Ecuatoriano |             | Juan Castanier Muñoz (FRA) | Juan Castanier Muñoz (FRA) |

### Carchi
| Partido                                                           | Asambleísta | Asambleísta             | Asambleísta             |
| ----------------------------------------------------------------- | ----------- | ----------------------- | ----------------------- |
| Movimiento Popular Democrático                                    |             |                         | Iván Rodríguez          |
| Izquierda Democrática Pachakutik Partido Socialista-Frente Amplio |             | Hugo Ruiz Enríquez (ID) | Hugo Ruiz Enríquez (ID) |

### Cotopaxi
| Partido                             | Asambleísta | Asambleísta                |
| ----------------------------------- | ----------- | -------------------------- |
| Pachakutik                          |             | José Manuel Vega Ilaquiche |
| Movimiento Popular Democrático      |             | Luis Reinoso Garzón        |
| Movimientos Sociales Independientes |             | Patricio Córdova Cepeda    |

### Chimborazo
| Partido                                                      | Asambleísta | Asambleísta                 |
| ------------------------------------------------------------ | ----------- | --------------------------- |
| Izquierda Democrática                                        |             | Fernando Guerrero Guerrero  |
| Pachakutik                                                   |             | Nina Pacari Vega Conejo     |
| Frente Radical Alfarista Partido Liberal Radical Ecuatoriano |             | Víctor Lobato Vinueza (FRA) |

### El Oro
| Partido                                  | Asambleísta | Asambleísta                   | Asambleísta                   |
| ---------------------------------------- | ----------- | ----------------------------- | ----------------------------- |
| Izquierda Democrática Democracia Popular |             |                               | Franco Romero Loayza (ID)     |
| Partido Social Cristiano                 |             | Nicolás Castro Benítez        | Nicolás Castro Benítez        |
| Partido Roldosista Ecuatoriano           |             | Mario Minuche Murillo (Padre) | Mario Minuche Murillo (Padre) |

### Esmeraldas
| Partido                        | Asambleísta        | Asambleísta     |
| ------------------------------ | ------------------ | --------------- |
| Partido Roldosista Ecuatoriano |                    | Iván López Saud |
| Partido Roldosista Ecuatoriano | Cornelio Haro Haro |                 |
| Partido Roldosista Ecuatoriano | Víctor León Luna   |                 |

### Galápagos
| Partido                  | Diputado | Diputado                |
| ------------------------ | -------- | ----------------------- |
| Partido Social Cristiano |          | Rodrigo Cisneros Donoso |
| Democracia Popular       |          | Vinicio Andrade Endara  |

### Guayas
| Partido                  | Asambleísta                | Asambleísta            | Asambleísta            |
| ------------------------ | -------------------------- | ---------------------- | ---------------------- |
| Partido Social Cristiano |                            |                        | Gloria Gallardo Zavala |
| Partido Social Cristiano | Marcelo Santos Vera        |                        |                        |
| Partido Social Cristiano | Orlando Alcívar Santos     |                        |                        |
| Partido Social Cristiano |                            | Cynthia Viteri Jiménez |                        |
| Partido Social Cristiano |                            | César Rohón Hervas     |                        |
| Partido Social Cristiano | Carlos Barrezueta Palacios |                        |                        |
| Partido Social Cristiano | Manuel Kun Ramírez         |                        |                        |
| Partido Social Cristiano | Edgar Montalvo Mendoza     |                        |                        |
| Partido Social Cristiano |                            | Francisco Asán Wonsang |                        |
| Movimiento Gente Nueva   |                            | Ricardo Noboa Bejarano | Ricardo Noboa Bejarano |

### Imbabura
| Partido                                                           | Asambleísta                 | Asambleísta                  | Asambleísta                  |
| ----------------------------------------------------------------- | --------------------------- | ---------------------------- | ---------------------------- |
| Frente Radical Alfarista Partido Liberal Radical Ecuatoriano      |                             | Luis Mejía Montesdeoca (FRA) | Luis Mejía Montesdeoca (FRA) |
| Frente Radical Alfarista Partido Liberal Radical Ecuatoriano      | Luis Andrade Galindo (PLRE) |                              |                              |
| Izquierda Democrática Pachakutik Partido Socialista-Frente Amplio |                             |                              | Enrique Ayala Mora (PS-FA)   |

### Loja
| Partido                                  | Asambleísta                     | Asambleísta                         |
| ---------------------------------------- | ------------------------------- | ----------------------------------- |
| Izquierda Democrática Democracia Popular |                                 | José Benigno Carrión Maldonado (DP) |
| Izquierda Democrática Democracia Popular | Guillermo Falconí Espinosa (ID) |                                     |
| Partido Social Cristiano                 |                                 | Miguel Valarezo Sigcho              |

### Los Ríos
| Partido                        | Asambleísta             | Asambleísta            |
| ------------------------------ | ----------------------- | ---------------------- |
| Partido Social Cristiano       |                         | Gladis Ojeda Rodríguez |
| Partido Social Cristiano       | Alberto Andrade Fajardo |                        |
| Partido Social Cristiano       | Marco Cortés Villalba   |                        |
| Partido Roldosista Ecuatoriano |                         | Óscar Llerena Olvera   |

### Manabí
| Partido                        | Asambleísta            | Asambleísta              | Asambleísta             |
| ------------------------------ | ---------------------- | ------------------------ | ----------------------- |
| Partido Social Cristiano       |                        | Jacinto Kon Loor         | Jacinto Kon Loor        |
| Partido Social Cristiano       |                        | Mariano Zambrano Segovia |                         |
| Partido Social Cristiano       | Eliécer Bravo Andrade  |                          |                         |
| Partido Social Cristiano       | Mario Coello Izquierdo |                          |                         |
| Partido Roldosista Ecuatoriano |                        | Humberto Poggi Zambrano  | Humberto Poggi Zambrano |

### Morona Santiago
| Partido    | Asambleísta | Asambleísta               | Asambleísta             |
| ---------- | ----------- | ------------------------- | ----------------------- |
| Pachakutik |             | Káiser Arévalo Barzallo   | Káiser Arévalo Barzallo |
| Pachakutik |             | Marcelino Chumpi Jimpikit |                         |

### Napo
| Partido            | Asambleísta           | Asambleísta               |
| ------------------ | --------------------- | ------------------------- |
| Democracia Popular |                       | Francisco Carbonell Yonfa |
| Democracia Popular | Edgar Santillán Oleas |                           |

### Pastaza
| Partido                                                   | Asambleísta | Asambleísta                         |
| --------------------------------------------------------- | ----------- | ----------------------------------- |
| Frente Radical Alfarista Partido Socialista-Frente Amplio |             | Marco Tulio Restrepo Guzmán (PS-FA) |
| Pastaza, Cambio con Dignidad                              |             | Elizabeth Naveda Suárez             |

### Pichincha
| Partido                  | Asambleísta              | Asambleísta           | Asambleísta                  |
| ------------------------ | ------------------------ | --------------------- | ---------------------------- |
| Democracia Popular       |                          |                       | Osvaldo Hurtado Larrea       |
| Democracia Popular       | Ernesto Albán Gómez      |                       |                              |
| Democracia Popular       |                          | Roque Sevilla Larrea  |                              |
| Democracia Popular       |                          | Alexandra Vela Puga   |                              |
| Democracia Popular       | Mauricio Dávalos Guevara |                       |                              |
| Partido Social Cristiano |                          | Marcelo Dotti Almeida | Marcelo Dotti Almeida        |
| Izquierda Democrática    |                          |                       | Alfredo Vera Arrata          |
| Pachakutik               |                          |                       | Julio César Trujillo Vásquez |

### Sucumbíos
| Partido                                                      | Asambleísta | Asambleísta                 |
| ------------------------------------------------------------ | ----------- | --------------------------- |
| Pachakutik                                                   |             | Luis Bermeo Jaramillo       |
| Frente Radical Alfarista Partido Liberal Radical Ecuatoriano |             | Jorge Añazco Castillo (FRA) |

### Tungurahua
| Partido                                                      | Asambleísta | Asambleísta                            |
| ------------------------------------------------------------ | ----------- | -------------------------------------- |
| Democracia Popular                                           |             | Ángel Polibio Chaves Álvarez           |
| Partido Social Cristiano                                     |             | Jazmine Álvarez Ulloa                  |
| Frente Radical Alfarista Partido Liberal Radical Ecuatoriano |             | Juan Francisco Sevilla Montalvo (PLRE) |

### Zamora Chinchipe
| Partido                                                           | Asambleísta | Asambleísta                        |
| ----------------------------------------------------------------- | ----------- | ---------------------------------- |
| Democracia Popular                                                |             | Nelson Márquez Jiménez             |
| Izquierda Democrática Pachakutik Partido Socialista-Frente Amplio |             | Serafín Ortiz Yangari (Pachakutik) |

Fuente: